# Yéchar
Yéchar ist ein Ort in der autonomen Gemeinschaft Murcia in Spanien. Er gehört der Provinz Murcia und dem Municipio Mula an. Im Jahr 2015 lebten 409 Menschen in Yéchar.

## Lage
Yéchar liegt etwa 37 Kilometer nordwestlich von Murcia und etwa 8 Kilometer nordöstlich von Mula.